# Jeffrey Float
Jeffrey James Float (Buffalo, 10 aprile 1960) è un ex nuotatore statunitense.

## Carriera
Assieme ai compagni Michael Heath, Bruce Hayes e David Larson ha vinto la staffetta 4x200m stile libero ai giochi di Los Angeles 1984.

## Palmarès
- Giochi olimpici estivi

Los Angeles: oro nella 4x200m stile libero.
- Mondiali

Berlino 1978: argento nei 400m stile libero.
Guayaquil 1982: oro nella 4x200m stile libero.